# Carla Ottosen
Carla Ottosen (født 1886 – død 1959) var en dansk forfatter, lærerinde og forstander for badesanatoriet Frydenstrand.

## Tidligt liv
Carla Ottosen blev født den 22. august 1886 til forældrene Hans Rasmussen og Hansine Margrethe Kristiane Christensen. Familien boede i Frederikshavn og hendes far arbejdede som grosserer.
I 1905 tog Carla Ottosen folkeskolelærerindeeksamen fra Københavns forskoleseminarium og senere i 1914 supplerede hun med lærerindeeksamen fra Femmers kvindeseminarium. Herefter arbejdede hun som kommunelærerinde i København frem til 1924.
Hendes helbred skrantede, og hun begyndte derfor i 1911 som patient på Frydenstrand badesanatorium ved Frederikshavn. Sanatoriet blev drevet af det adventistiske Skandinavisk Filantropisk Selskab (SFS) og Sanatoriets direktør var læge Carl Ottosen, som senere blev Carlas ægtefælle.

## Direktør for sanatoriet
Gennem sine mange besøg på sanatoriet, blev Carla Ottosen interesseret i adventismen, og adventisternes ønske om at fremme sund kost og diæt. Det inspirerede hende til i 1920 at begynde at skrive for den kvindelige afholdspresse og blive medlem af Skodborg Afhold og Sundhedsforening to år senere.
i 1923 blev hun gift med Carl Ottosen. Herefter kom hun til at stå for den daglige ledelse af Frydenstrand og Skodborg badesanatorium, som begge var grundlagt af Carl Ottosen. Da hendes mand døde i 1942, overtog hun direktørposten for badesanatorierne ved Frederikshavn, som hun bestræd frem til 1952.
Efter anden verdenskrig, blev der under hendes ledelse etableret en fysionterapeutskole ved sanatoriet. Denne skole var en af de første lægeautoriserede skoler i Danmark.
Carla Ottosen var involveret i den kristelige afholdsforening for kvinder, Det Hvide Baand, hvor hun var formand fra 1930-33. Hun var redaktør for foreningens blad Mors Blad fra 1927-39 og for børneafholdsbladet Nordlyset i 1923-28. Hun skrev også artikler til Sundhedsbladet, som var en del af SFS.
Hun havde stor betydning for udbredelsen af det adventistiske budskab i gennem sit arbejde for afholdsbevægelsen og arbejde for en sundere kost til både syge og raske. Hun udgav en række kogebøger, hvoraf mange blev oversat til andre skandinaviske sprog og udkom i flere oplag. Hun var stor fortaler for vegetarismen, og en stor del af hendes forfatterskab centrerede sig om dette. 
Hun skrev også to romaner, og udgav i fællesskab med Arne Hall Jensen en biografi om sin afdøde mand.